# Méstor
En la mitología griega Méstor (en griego Μήστωρ) puede hacer referencia a varios personajes:
- Méstor, uno de los siete hijos de Perseo y Andrómeda y acaso el menos individualizado. Según la Biblioteca mitológica sus hermanos fueron Perses, Alceo, Heleo, Esténelo, Electrión y Gorgófone. Se dice que de Méstor y Lisídice, hija de Pélope, nació Hipótoe, a quien raptó Posidón.[1]

- Méstor, un hijo del rey Príamo. Aparte de una sola mención en la Ilíada, donde es alabado por su padre,[2] también es citado por Apolodoro[3] e Higino.[4] Neoptólemo lo tomó cautivo, quien más tarde se vistió con ropajes frigios para engañar a Acasto.[5]

- Méstor, un hijo del rey Pterelao, por lo tanto el tataranieto del Méstor Perseida.[6][7]

- Méstor, en la obra de Platón, Critias, Méstor fue el segundo de la cuarta serie de los gemelos nacidos de Poseidón y la mortal Clito, y uno de los primeros príncipes de la Atlántida.[8]